# Diario de Igualada (1939)
Diario de Igualada va ser una publicació d'informació diària editada a Igualada l'any 1939.

## Descripció
A la capçalera hi posava «Año triunfal» i, a partir del núm. 1545, «Año de la Victoria».
S'imprimia a la impremta de Nicolau Poncell. Era un full solt, amb dues pàgines a dues columnes i un format de 33 x 23,5 cm. Sortia cada dia excepte el diumenge. El primer número va sortir l'11 de febrer de 1939 i l'últim, el 23 de juny del mateix any.

## Continguts
Pretenia ser la continuació del Diari d'Igualada d'abans de la guerra i per això va començar la seva publicació amb el núm. 1500 i va acabar amb el 1604, però tant per la llengua, com pel format, l'estil, la ideologia i el contingut eren ben diferents.
El primer titular va ser «La guerra en Cataluña ha terminado» i en l'article següent, després del «Parte oficial de guerra», deien «Era necesario que aprendiéramos a morir heroicamente, bellamente, para que del dolor inmenso de nuestro pueblo surgiese la grandeza futura, para que la sangre de nuestros mártires convertida en llama y en luz de aurora alumbrase el renacer de la Patria redimida, de la Patria liberada del comunismo asiático, de la patria eterna que, como decía el poeta, aún reza a Jesucristo y habla en español».
Els articles respiraven l'ambient polític de l'acabament de la Guerra Civil, amb un fort patriotisme nacional, un cert esperit militar, un sentiment religiós i la ideologia del nacional-sindicalisme.
Hi havia consignes i recomanacions com: «Denunciar a los asesinos es un acto de civismo, la inhibición es una cobardía imperdonable. Todos los ciudadanos tienen el deber de colaborar a la acción de la justicia», o «Mujeres: no olvideis que mientras el Comité Negrín os arrebataba los esposos y los hijos, Companys, que tantas veces había prometido dar la sangre por Cataluña, preparaba su fuga al extranjero. Ya sabíamos que, además de malvados, son cobardes», o «En la nueva España se saluda con el brazo en alto al interpretarse los himnos nacionales, delante de la enseña de la Patria y a las autoridades militars y civiles».
El director era Antoni Carner i Borràs i hi col·laboraven: Ramon Puiggròs Sala, Àngel Riba, Amadeu Amenós i Roca, Francisco Galán, Francesc Llansana Torrents i Josep M. Borràs i Codina.

## Localització
- Biblioteca Central d'Igualada. Plaça de Cal Font. Igualada (col·lecció completa i relligada).